# Home Insurance Building
De Home Insurance Building was een kantoorgebouw in Chicago (Verenigde Staten), dat in 1885 gebouwd is. Het gebouw wordt beschouwd als de eerste wolkenkrabber ter wereld. Het gebouw had een hoogte van 42 meter en 10 verdiepingen en werd ontworpen door William Le Baron Jenney.
De Home Insurance Building is een typisch voorbeeld van de architectuur van de Chicago School. Het was het eerste gebouw met een stalen raamwerk. Het gebouw was een hybride constructie omdat ook het metselwerk een deel van het gewicht droeg. Het gewicht van het gebouw was ongeveer een derde lager dan bij een gemetseld gebouw het geval zou zijn geweest.
In 1890 werd het gebouw met twee verdiepingen verhoogd en in 1931 werd het afgebroken om plaats te maken voor Field Building.